# Coupe d'Allemagne féminine de football 1987-1988
Navigation
Édition précédente Édition suivante
Le DFB-Pokal Frauen 1987-1988 est la huitième édition de la Coupe d'Allemagne féminine.
Il s'agit d'une compétition à élimination directe ouverte aux vainqueurs des coupes de chaque fédération régionale. Elle est organisée par la Fédération allemande de football (DFB).
La finale a lieu le 28 mai 1988 au stade olympique de Berlin. Le club TSV Siegen remporte sa troisième Coupe d'Allemagne.

## Format
Les équipes participantes sont les vainqueurs des coupes des fédérations régionales, chaque fédération envoie une équipe. La compétition commence avec les huitièmes de finale qui se jouent sur un match, comme les quarts de finale et les demi-finales. 
La finale se joue le 28 mai 1988 en lever de rideau de la finale masculine.

## Demi-finales
Les matchs se jouent le 27 mars 1988.
| Equipe 1      | Equipe 2                 | Score |
| ------------- | ------------------------ | ----- |
| Bayern Munich | SSG 09 Bergisch Gladbach | 1 - 0 |
| TSV Siegen    | FSV Francfort            | 4 - 0 |

## Finale
| 28 mai 1988 | TSV Siegen | 4 - 0   | Bayern Munich | Stade olympique de Berlin, Berlin |                      |
|             |            | (2 - 0) |               | Spectateurs : 10 000              | Spectateurs : 10 000 |

- Le TSV Siegen remporte son troisième titre d'affilée.